# Robbinsdale, Minnesota
Robbinsdale, Minnesota là một thành phố nằm ở quận Hennepin thuộc tiểu bang Minnesota, Hoa Kỳ. Thành phố có diện tích 7,7  km² với diện tích mặt nước là 0,5  km², dân số theo ước tính năm 2000 của Cục điều tra dân số Hoa Kỳ là 14.124 người.